# Relazioni bilaterali tra Lituania e Polonia
Le relazioni tra la Lituania e la Polonia hanno radici molto antiche e furono intrecciate per la prima volta a livello statale nel XIII secolo, ovvero quando il Granducato di Lituania sotto Mindaugas acquisì parte del territorio dei Rus' e quindi lambì il confine con l'allora frammentata Regno di Polonia amministrata dalla dinastia dei Piast. I rapporti bilaterali migliorarono poi col tempo, portando infine a un'unione personale tra le due realtà. Dalla metà del XVI alla fine del XVIII secolo, la Polonia e la Lituania si fusero dando origine la Confederazione polacco-lituana, un'entità scioltasi in seguito alle spartizioni operate dall'Impero austriaco, Prussia e Russia.
Dopo che i due Stati riconquistarono l'indipendenza dopo la prima guerra mondiale, le relazioni polacco-lituane peggiorarono costantemente a causa dei crescenti sentimenti nazionalisti: le rivendicazioni concorrenti sulla regione di Vilnius generarono conflitti armati e portarono al deterioramento delle relazioni nel periodo interbellico. Durante la seconda guerra mondiale i territori polacchi e lituani furono occupati sia dall'Unione Sovietica che dalla Germania nazista, ma i rapporti diplomatici tra Varsavia e Kaunas (dichiarata capitale provvisoria della Lituania) rimasero ostili. Dopo la fine del conflitto globale, sia la Polonia che la Lituania finirono all'interno del blocco orientale, con la prima come stato satellite sovietico e la seconda come repubblica sovietica. Con la caduta del comunismo le relazioni bilaterali tra i due Paesi ripresero e si normalizzarono.

## Tabella comparativa

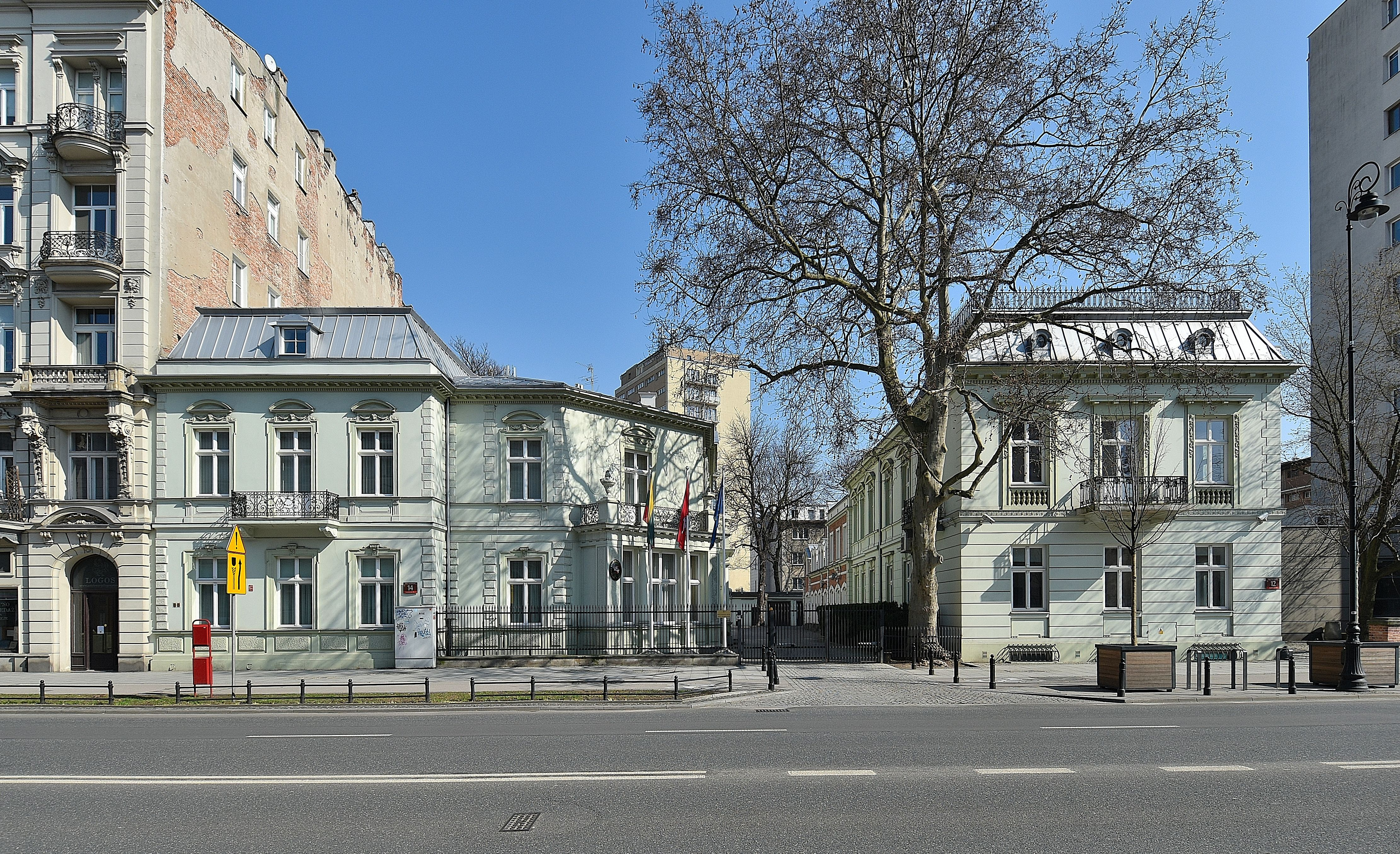
Ambasciata di Lituania a Varsavia

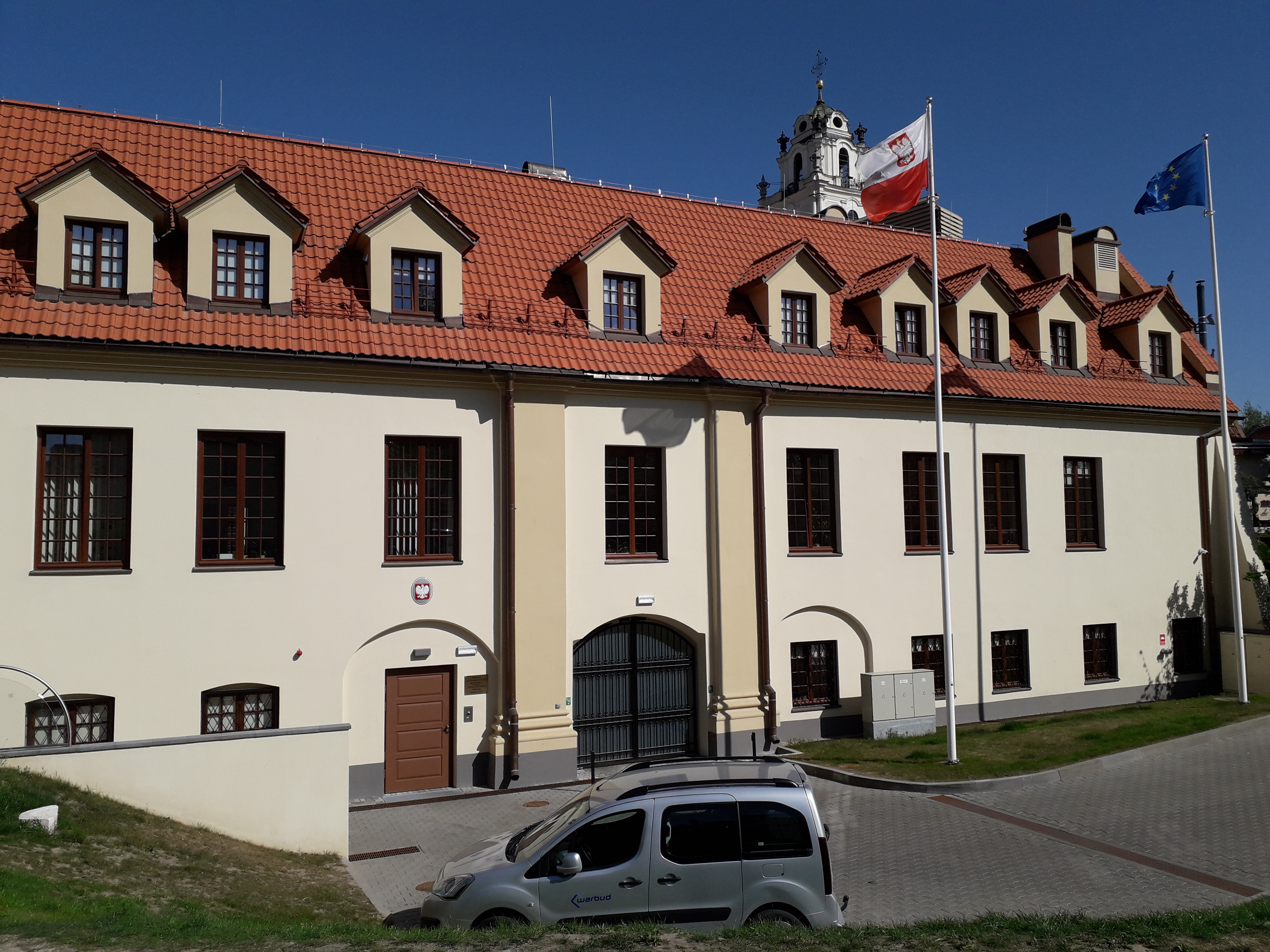
Ambasciata polacca a Vilnius e istituto polacco

|                                 | Lituania                                                       | Polonia                                                       |
| ------------------------------- | -------------------------------------------------------------- | ------------------------------------------------------------- |
| Stemma                          |                                                                |                                                               |
| Popolazione                     | 2.794.329                                                      | 38.386.000                                                    |
| Superficie                      | 65.300 km2                                                     | 312.696 km2                                                   |
| Densità                         | 43/km2                                                         | 123/km2                                                       |
| Capitale                        | Vilnius                                                        | Varsavia                                                      |
| Città più popolosa              | Vilnius – 580.020 (città metropolitana: 810.290)               | Varsavia – 1.790.658 (città metropolitana: 3.100.844)         |
| Forma di governo                | Repubblica semipresidenziale unitaria costituzionale           | Repubblica semipresidenziale unitaria costituzionale          |
| Primo capo di governo           | Re Mindaugas                                                   | Duca Miecislao I                                              |
| Capo di governo e stato attuale | Gitanas Nausėda (Presidente) Ingrida Šimonytė (Primo ministro) | Andrzej Duda (Presidente) Mateusz Morawiecki (Primo ministro) |
| Lingue ufficiali                | Lituano                                                        | Polacco                                                       |
| Religioni principali            | 77,2% cattolici 10,1% non dichiarata 6,1% atei 4,1% ortodossi  | 92,9% cattolici 3,1% atei 1,4% non dichiarata 0,7% ortodossi  |
| PIL (nominale)                  | 56 mld di $                                                    | 607 mld di $                                                  |
| PIL (nominale) pro capite       | 20355 $                                                        | 15988 $                                                       |
| PIL (PPA)                       | 107 mld di $                                                   | 1.353 trilioni di $                                           |
| PIL (PPA) pro capite            | 38,751 $                                                       | 35651 $                                                       |
| Tasso di crescita reale del PIL | 3,6%                                                           | 5,1%                                                          |
| Spese militari                  | 2,03% del PIL                                                  | 2,10% del PIL                                                 |
| Personale militare attivo       | 34.250                                                         | 140.000                                                       |
| Forza lavoro                    | 1.452.000                                                      | 17.600.000                                                    |
| Emigranti                       | 250.000 polacchi in Lituania                                   | 8.000-10.000 lituani in Polonia                               |

## Storia

### Dal Medioevo al Novecento
Lo Stato lituano, nato nel corso di un lungo processo avvenuto nel XIII secolo, toccò per la prima volta i confini con i territori polacchi intorno al XIV secolo, dopo lo sterminio delle tribù dei Pruzzi e degli Jatvingi e l'assimilazione dei sopravvissuti ai crociati e ai coloni tedeschi. Fino a quel momento, la maggioranza dei contatti tra le due realtà si limitava a dispute territoriali marginali, come nel caso dell'incursione lituana contro lo Ducato di Masovia nel 1262 durante la quale morì il duca polacco Siemowit I. La situazione cambiò con un'alleanza nel 1325 tra il re di Polonia Ladislao I il Breve e il granduca di Lituania Gediminas. La figlia di Gediminas Aldona sposò il figlio di Ladislao il Breve e futuro successore, Casimiro III di Polonia, sempre nel 1325, contribuendo a migliorare le relazioni diplomatiche. Nel 1358 si concluse un trattato tra il Ducato di Masovia e il Granducato di Lituania per tracciare una demarcazione tra le due entità statali per la prima volta. Nel 1385 la crescente minaccia costituita dall'ordine teutonico spinse le controparti a un'alleanza più solida suggellata dall'Unione di Krewo, che segnò l'inizio di un'unione polacco-lituana durata per secoli. Questa alleanza fu rafforzata dalla vittoria polacco-lituana contro i cavalieri teutonici nella battaglia di Grunwald del 1410.
Poiché la Lituania era sempre più minacciata dalla Moscovia (si pensi alle estenuanti guerre moscovito-lituane), cercò di rafforzare i suoi legami con la Polonia. La collaborazione raggiunse un'importante pietra miliare nel 1569, quando grazie all'unione di Lublino vide la luce un nuovo Stato federale, la Confederazione polacco-lituana, rimasta in piedi fino all'emanazione della Costituzione del 3 maggio 1791, ai sensi della quale la Lituania veniva totalmente assorbita dalla Polonia, e le successive spartizioni. Le tre suddivisioni operate dalle potenze che la operarono fecero scomparire dalla mappa europea sia la Polonia che la Lituania e annullarono il percorso di polonizzazione precedentemente avviato. Nel corso dell'Ottocento, i moti rivoluzionari diffusero il patriottismo anche nell'Europa orientale. Il proliferare del movimento intellettuale noto come risveglio nazionale lituano diede un forte risalto alla lingua lituana e alla sua cultura, mentre in Polonia non mancarono episodi di lotta contro la Russia zarista nel 1830 e, appena all'inizio del nuovo secolo, nel 1905.

### Periodo interbellico

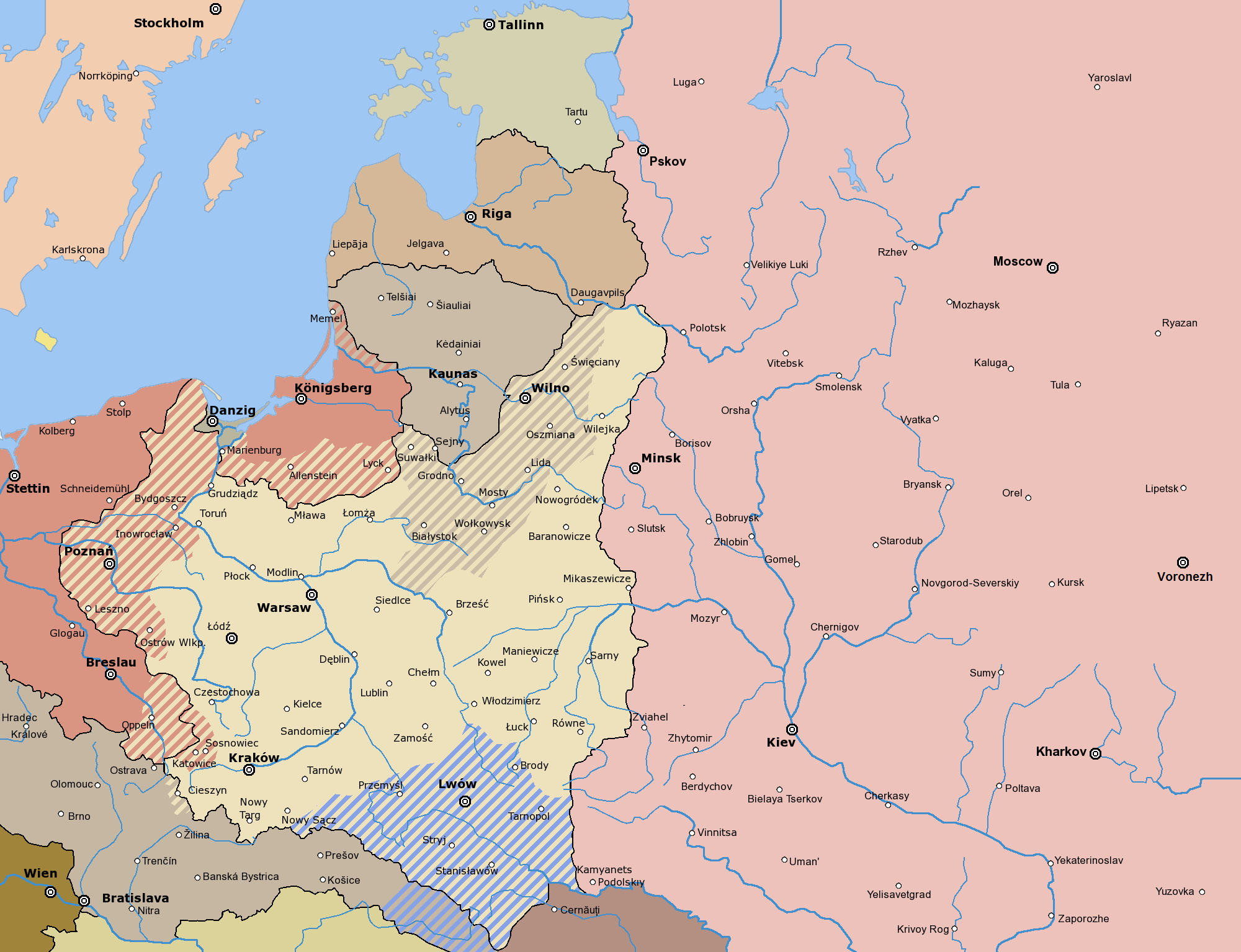
Mappa che mostra i territori contesi tra Lituania, Polonia e Germania all'indomani della prima guerra mondiale

Nonostante le proposte di dare origine alla federazione nota come Międzymorze, dopo la prima guerra mondiale, la Lituania scelse di perseguire la strada dello Stato indipendente anziché ripristinare l'entità esistente prima delle spartizioni della Confederazione. Le dispute sulle questioni relative ai confini, in particolare sulle città di Vilnius (Wilno) e Sejny (Seinai) generarono la guerra polacco-lituana e peggiorarono le relazioni per il grosso del periodo interbellico.

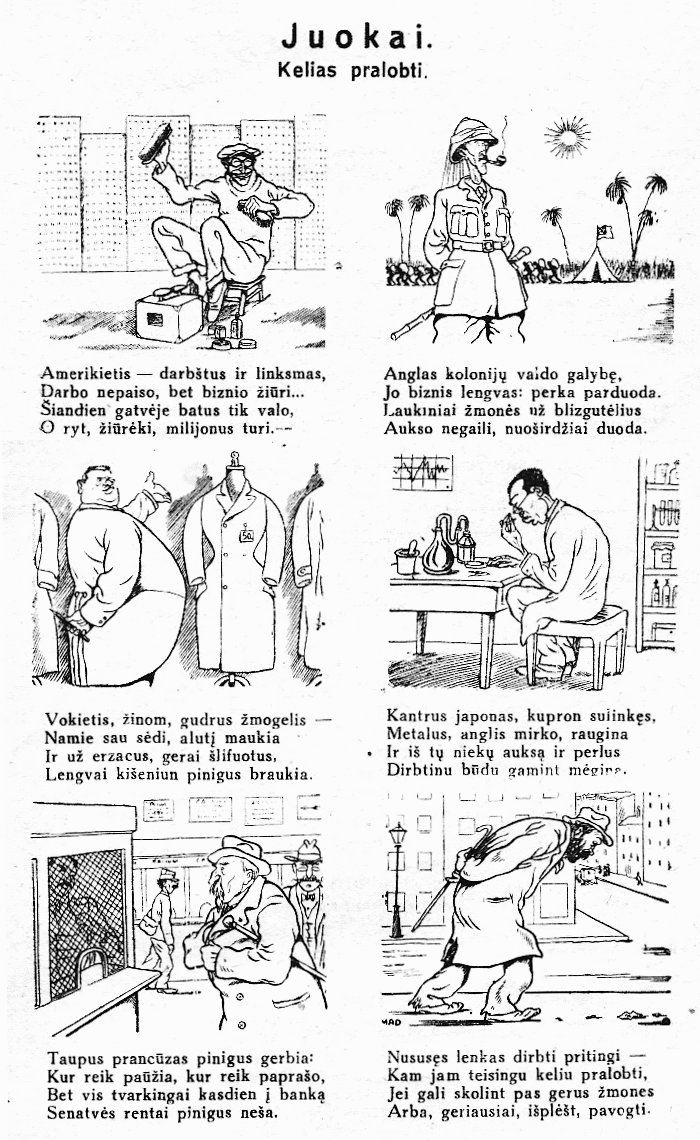
Esempio di vignetta satirica anti-polacca pubblicata in Lituania durante il periodo interbellico...

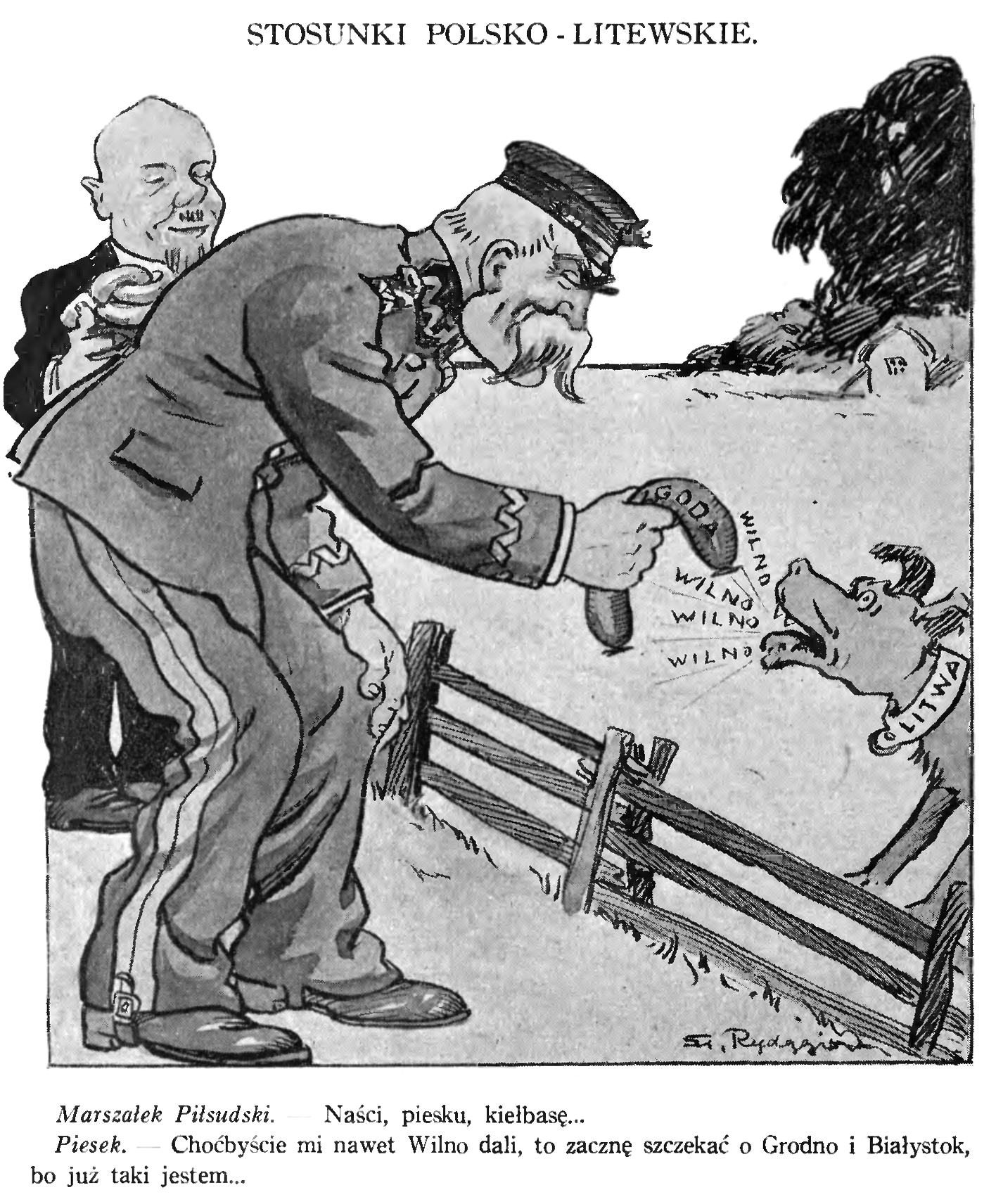
...e contro i lituani pubblicata in Polonia

Le relazioni lituano-polacca continuarono a deteriorarsi, mentre le forze polacche e lituane si scontravano nell'ambito della guerra polacco-sovietica e di quella lituano-sovietica. Le manovre dell'Organizzazione militare polacca, responsabile dello scoppio della rivolta di Sejny, suscitarono enorme indignazione in Lituania. L'immagine dei polacchi si deteriorò ancor di più a causa del complotto pianificato da parte dell'Organizzazione militare polacca per rovesciare il legittimo governo lituano, probabilmente con il tacito appoggio della minoranza polacca: il golpe fu scoperto e poi sventato dall'intelligence baltica. Ulteriori dissapori nacquero a seguito dello scoppio della guerra polacco-lituana e dell'ammutinamento di Żeligowski ordito da Józef Piłsudski, presidente dalla Polonia forse già coinvolto nel tentato colpo di Stato in Lituania del 1919.
All'indomani dell'annessione polacca della Repubblica della Lituania Centrale, un fantoccio istituito dalla Polonia nella regione di Vilnius, la Lituania interruppe le relazioni diplomatiche con Varsavia e istituì come capitale provvisoria Kaunas. Polonia e Lituania attraversarono notevoli crisi nelle loro relazioni nel 1927 (quando si acuì di nuovo il pericolo che potessero verificarsi ostilità tra le due potenze e dovette sventarle l'intervento della Società delle Nazioni) e nel 1938 (quando l'ultimatum emesso dalla Polonia costrinse la Lituania ad accettare il completo ripristino delle relazioni diplomatiche).
Il clima di diffidenza nei confronti della controparte accompagnò tutti gli anni seguenti alla crisi del 1919-1920. Entrambi i governi, nell'era del nazionalismo dilagante in Europa, trattarono con durezza le rispettive minoranze. In Lituania, chi dichiarava di essere etnicamente polacco andava ritenuto bisognoso di seguire un percorso di "lituanizzazione", prima del quale solitamente avvenivano la confisca delle proprietà private, il divieto di associazione, di frequentazione dei luoghi di culto, di accesso alle scuole, di effettuare pubblicazioni e di esercitare il proprio diritto di voto, quest'ultimo però non del tutto eliminato ma comunque fortemente ristretto. Dopo la morte di Piłsudski, tra il 1935 e il 1939, la minoranza lituana in Polonia fu oggetto di polonizzazione, con il governo che incoraggiava l'insediamento di veterani dell'esercito polacco nelle regioni contese.
Quasi tutte le scuole lituane andarono chiuse (266) e pressoché tutte le organizzazioni lituane bandite.

### Seconda guerra mondiale
La natura delle relazioni bilaterali durante la seconda guerra mondiale appare ancora oggi controversa, con alcuni storici moderni lituani e polacchi che non concordano nelle loro interpretazioni degli eventi correlati, molti dei quali legati al trattamento dei biancorossi da parte del governo e dei collaborazionisti nazisti di cittadinanza baltica e alle operazioni della resistenza polacca nei territori abitati da lituani e polacchi. Negli ultimi anni, una serie di conferenze accademiche comuni ha iniziato a colmare il divario tra le interpretazioni dei diversi studiosi, ma permangono ancora comunque differenze significative.

### Parentesi sovietica
La seconda guerra mondiale pose fine all'indipendenza della Polonia e della Lituania, con entrambe le nazioni finite nell'orbita dell'Unione Sovietica. La Polonia vide percentuali significative dei suoi territori orientali ridursi, inclusa la maggior parte dei territori contesi in precedenza composti da una significativa minoranza lituana. Quelle aree vennero incorporate nella RSS Lituana e nella RSS Bielorussa, entrambe con lo status di Repubbliche sovietiche. Allo stesso tempo, molti polacchi del Kresy ricevettero l'autorizzazione a lasciare l'URSS e la maggioranza di essi fu trasferita a ovest nei Territori recuperati, mentre la minoranza polacca presente nella RSS Lituana fu notevolmente ridotta in termini numerici. I polacchi rimasti in Lituania affrontarono nuovamente politiche di lituanizzazione e sovietizzazione sotto l'occhio vigile di Mosca. Per impedire la creazione o la ricreazione di alleanze storiche che avrebbero potuto indebolire il regime sovietico, si mirava a ridurre al minimo i rapporti diplomatici tra le due vecchie entità statali: si spiegano così i relativi pochi contatti avvenuti tra Polonia e Lituania in epoca sovietica.

### Dal 1990 a oggi

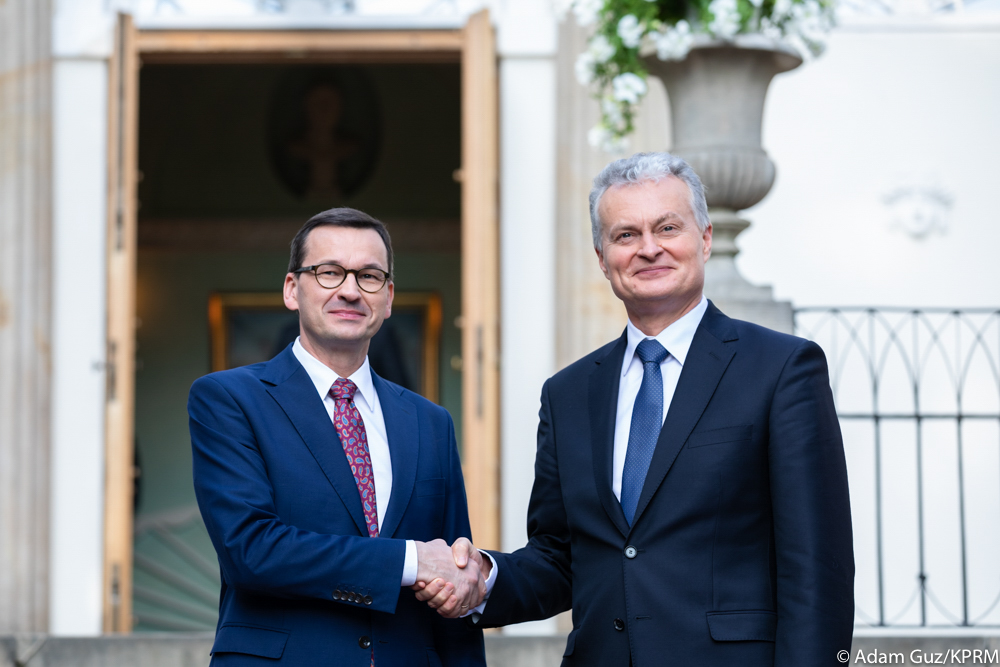
Il presidente lituano Gitanas Nausėda e il primo ministro polacco Mateusz Morawiecki a Varsavia nel 2019

La caduta del comunismo avvenuta tra il 1989 e il 1991 portò a un ristabilimento formale delle relazioni tra gli stati polacco e lituano. La Polonia sostenne fortemente l'indipendenza della Lituania e divenne uno dei primi Paesi al mondo a riconoscere l'indipendenza della nazione baltica il 26 agosto 1991. Nonostante questo, si verificò fu una piccola crisi all'inizio degli anni '90 a causa del presunto maltrattamento lituano avanzato da Varsavia sulla minoranza polacca in Lituania. Le preoccupazioni dei baltici invece vertevano sul fatto che la Polonia cercasse di nuovo di avvicinare la Lituania sotto la sua sfera di influenza o, addirittura, di avanzare rivendicazioni territoriali. Dopo alcuni anni, la situazione si normalizzò e le relazioni migliorarono. Il 28 settembre 1992 i ministri degli esteri di entrambe le nazioni firmarono una dichiarazione di amicizia e di vicinato e una convenzione consolare, respingendo ogni rivendicazione territoriale e promettendo di rispettare i diritti delle rispettive minoranze. Il 26 aprile 1994, durante la riunione dei presidenti di entrambe le nazioni a Vilnius, si concluse un trattato di amicizia e cooperazione. Entrambi i paesi aderirono alla NATO (la Polonia nel 1999, la Lituania nel 2004, con la prima sostenitrice dell'adesione della seconda) e all'Unione europea (entrambe nel 2004).
Tuttavia, alla fine degli anni 2000, i disaccordi sull'attuazione da parte di Vilnius sul trattato di amicizia inasprirono i rapporti bilaterali e la cooperazione sulle questioni energetiche. Le reti elettriche di Polonia e Lituania risultano infatti interconnesse, ma i gasdotti dei due paesi appaiono collegati solo attraverso un tubo controllato dalla Russia; le tensioni si risolsero con un accordo sulla materia sottoscritto a Bruxelles il 15 ottobre 2015. Il presidente polacco Bronisław Komorowski, durante una visita in Lituania nel febbraio 2011, espresse preoccupazioni per il deterioramento delle relazioni e osservò che la piena attuazione del trattato di amicizia avrebbe dovuto consentire ai polacchi in Lituania di utilizzare le forme originali dei loro cognomi e di accedere all'istruzione in polacco. Nel caso C-391/09-Runevič-Vardyn e Wardyn la Corte di giustizia dell'Unione europea stabilì invece che la politica lituana sui cognomi era conforme al diritto comunitario.
Ad oggi si contano circa 250.000 polacchi Lituania e tra 8.000 e 10.000 lituani in Polonia. Entrambi i paesi sono membri a pieno titolo del Consiglio del mar Baltico.
Nel 2019, il neoeletto presidente della Lituania Gitanas Nausėda ha effettuato la sua prima visita ufficiale all'estero esclusivamente a Varsavia, Polonia dove ha incontrato il presidente della Polonia Andrzej Duda. Invitati da Nausėda, Duda, sua moglie Agata Kornhauser e il Reggimento della Guardia d'Onore rappresentativo delle forze armate polacche hanno partecipato ai funerali di stato tenutisi a Vilnius il 22 novembre 2019 in memoria dei comandanti e dei partecipanti alla rivolta del 1863-1864 contro il dominio zarista. Durante la sua visita a Vilnius, Duda ha sottolineato l'importanza dell'unità delle nazioni dell'Europa centrale per la loro indipendenza.
Il 28 luglio 2020, Polonia, Lituania e Ucraina hanno sottoscritto una nuova intesa di collaborazione internazionale nota come "triangolo di Lublino", dal nome della città polacca in cui si è sottoscritto l'atto. I firmatari sono stati i ministri degli esteri di Polonia, Lituania e Ucraina, ovvero rispettivamente Jacek Czaputowicz, Linas Linkevičius e Dmytro Kuleba. La cooperazione non riguarda solo questioni di difesa, ma anche il rafforzamento della cooperazione economica, commerciale e turistica tra i tre paesi, specie dopo la crisi della Crimea. Una dichiarazione congiunta sulla creazione del triangolo di Lublino ha sottolineato l'importanza di intensificare la cooperazione tra l'Unione europea, la NATO e il Partenariato orientale, prestando particolare attenzione allo sviluppo dell'iniziativa dei tre mari.

## Confini
Entrambi i paesi condividono un confine comune lungo 104 km. Poiché entrambi rientrano nello spazio Schengen, non esistono frontiere fisiche tra le due nazioni.

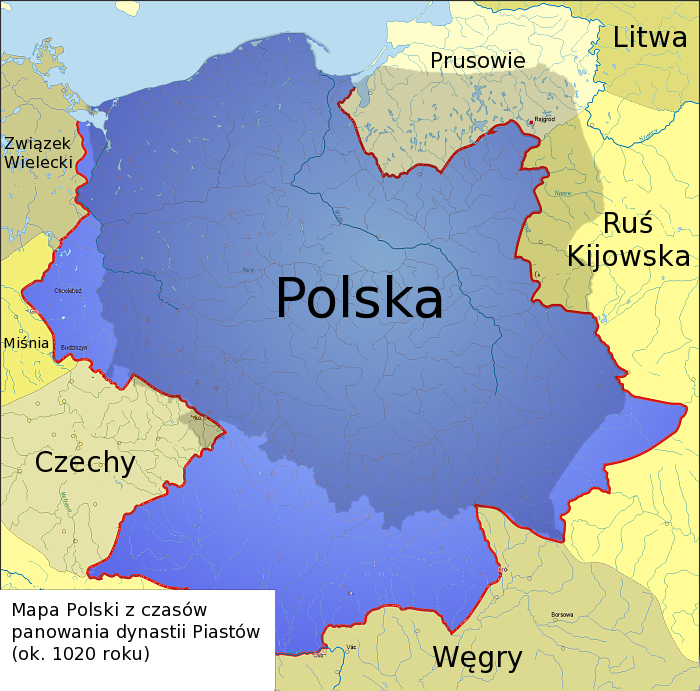
La Polonia dell'inizio dell'XI secolo, con le sue terre separate da quelle lituane dai territori dell'antica Prussia e della Rus' di Kiev
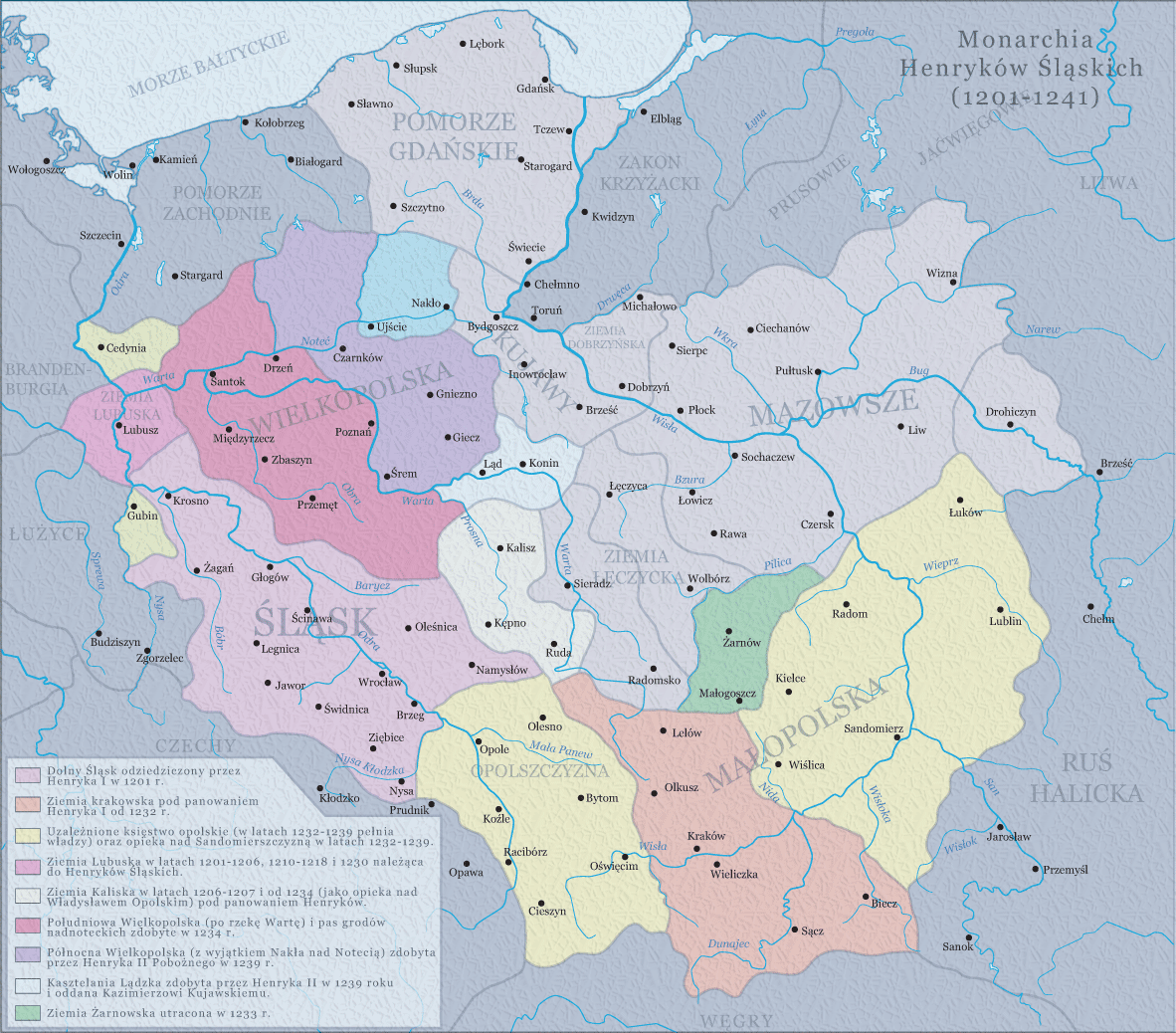
La Polonia nella prima metà del XIII secolo, con il confine tra il Ducato di Masovia e il Ducato di Lituania
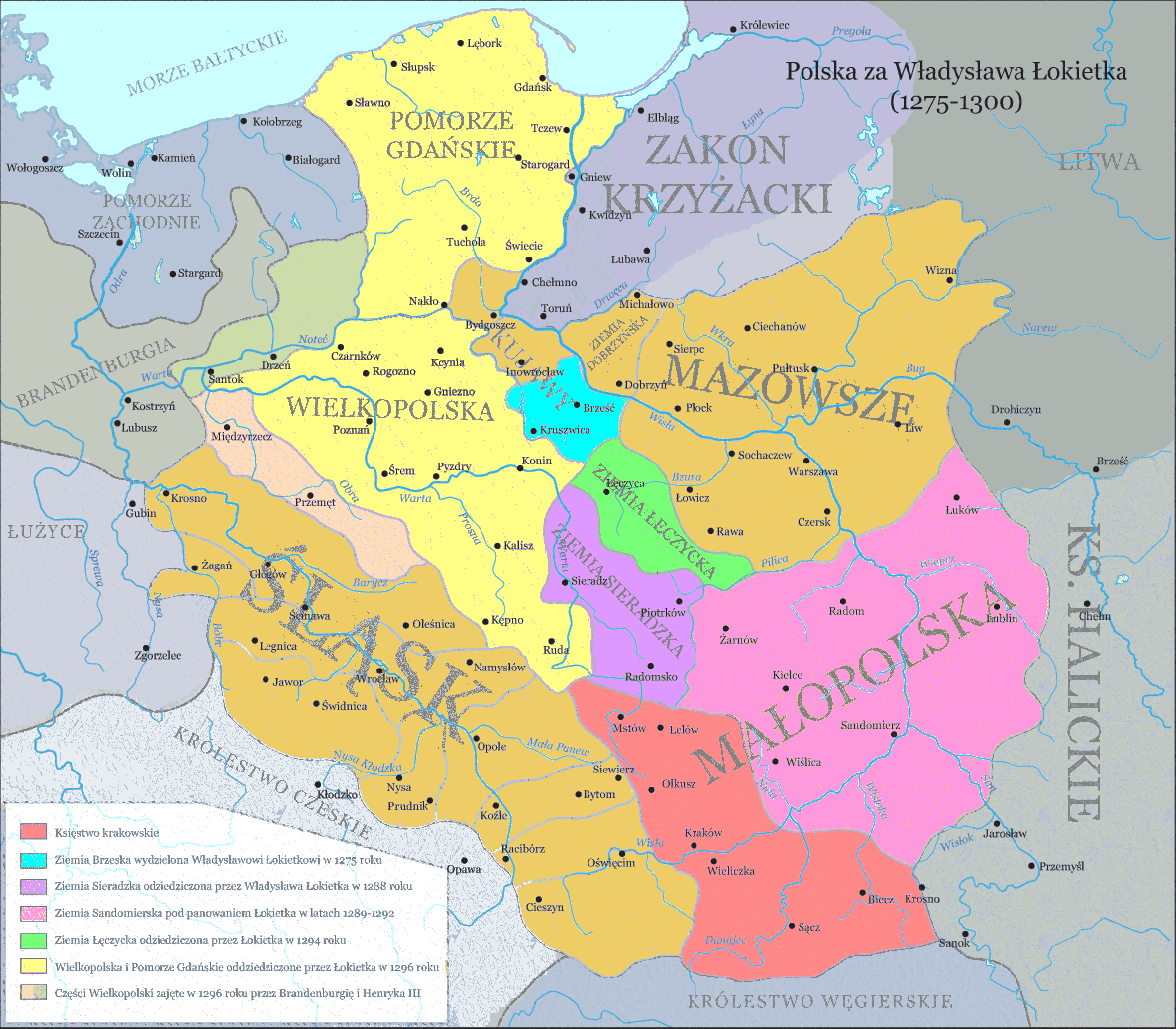
La Polonia e la Lituania intorno tra il 1275 e il 1300
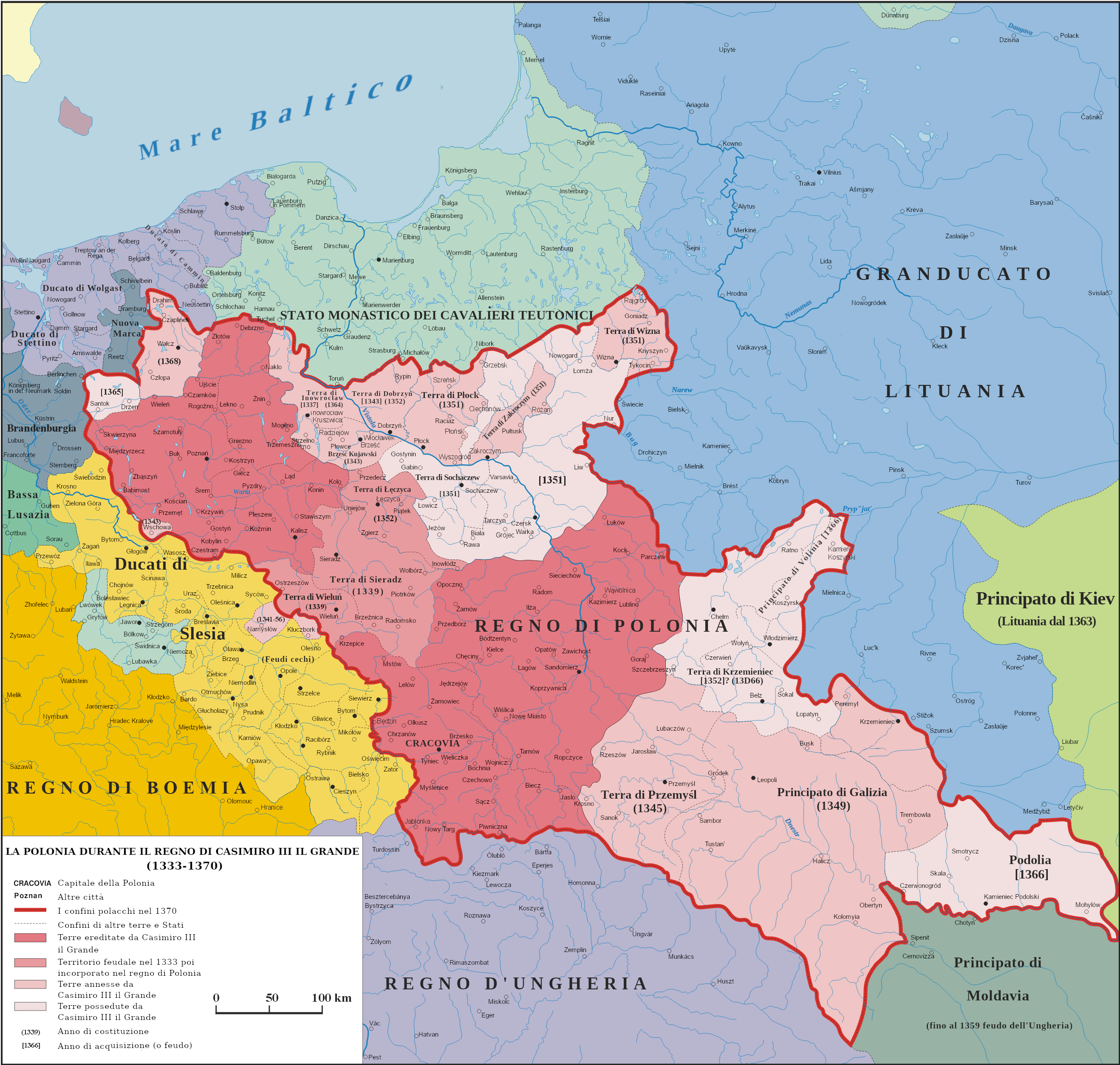
La Polonia e la Lituania tra il 1333 e il 1370
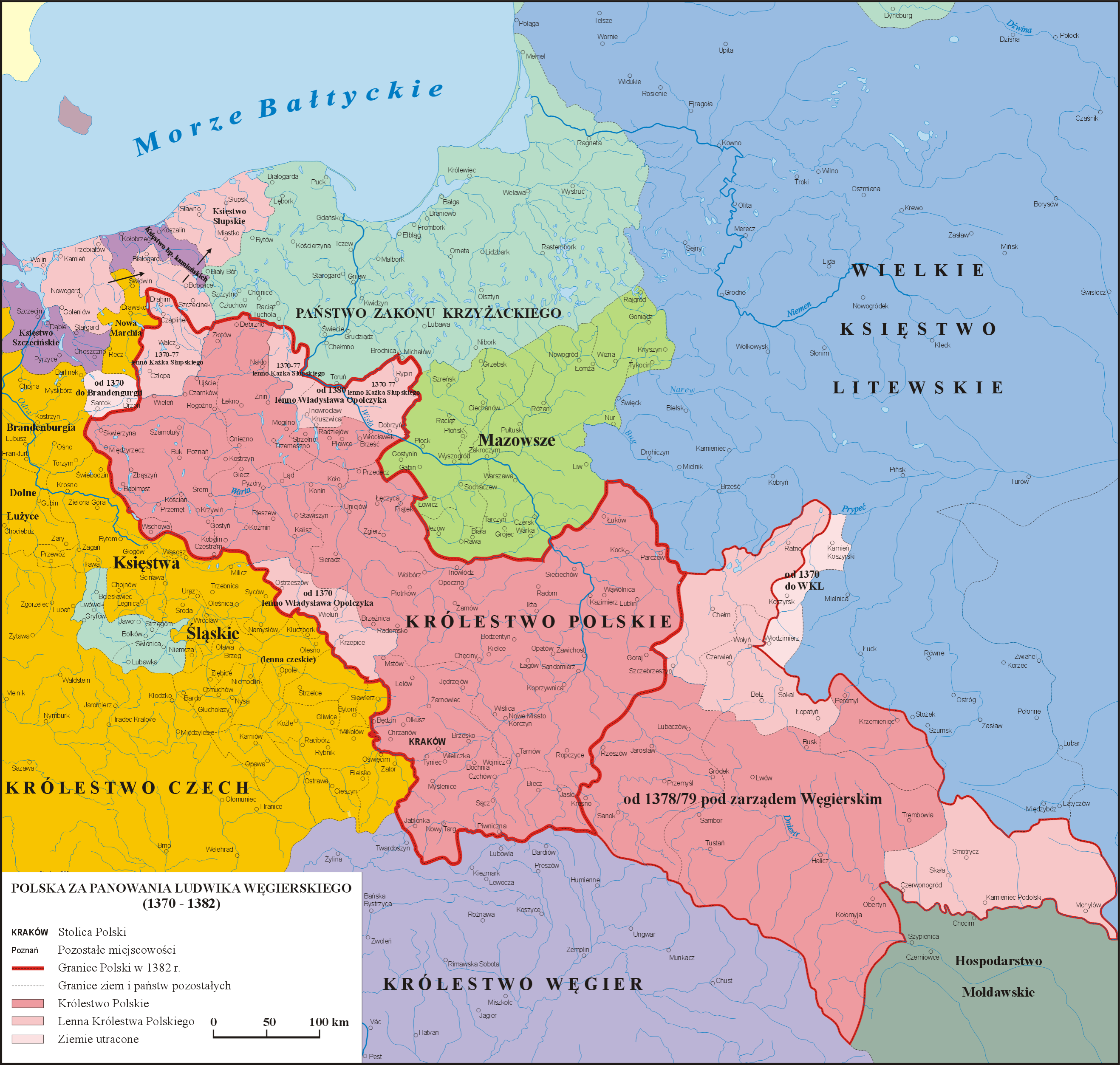
La Polonia e la Lituania intorno al 1370-1382
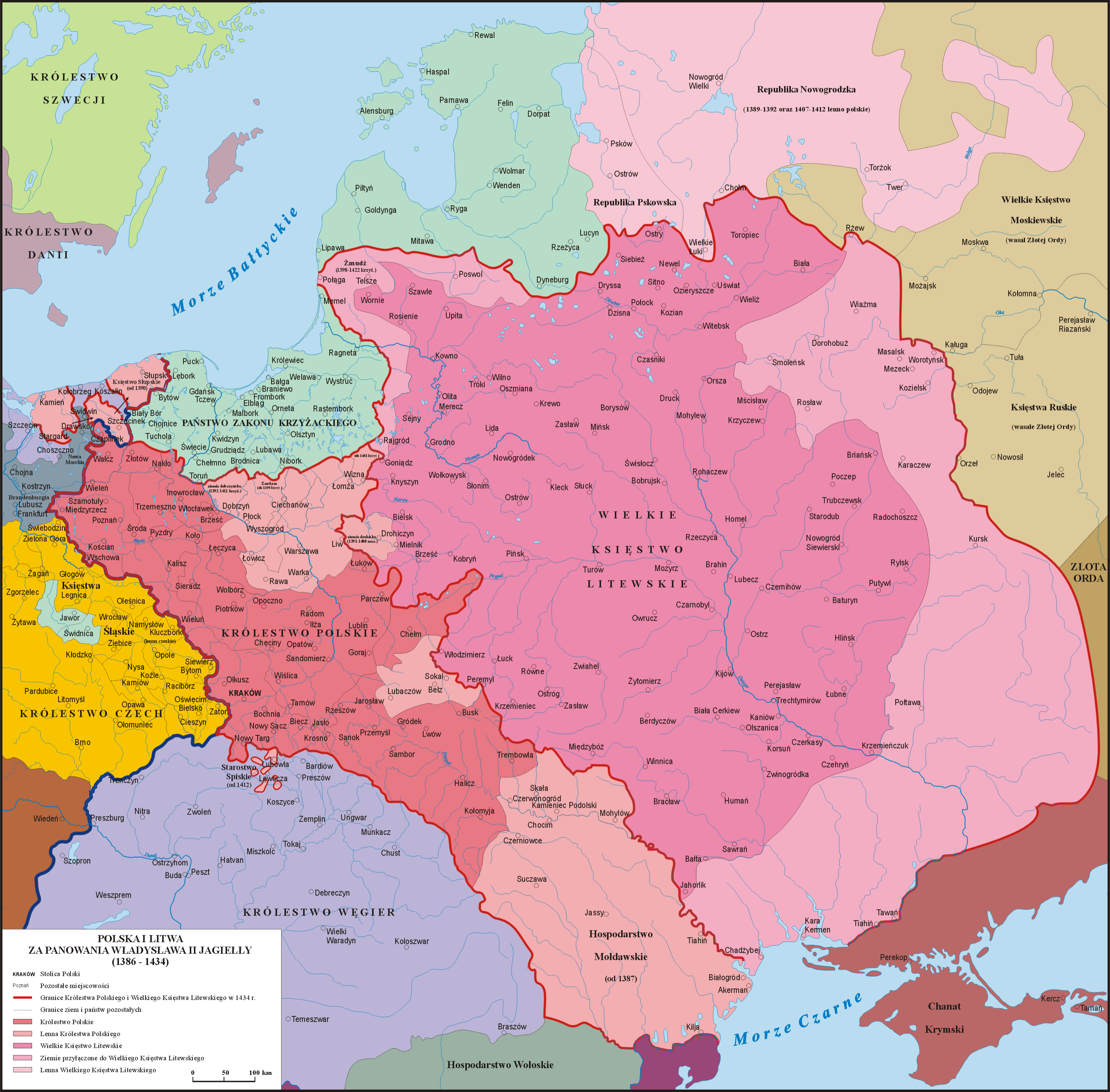
La Polonia e la Lituania tra il 1386 e il 1434
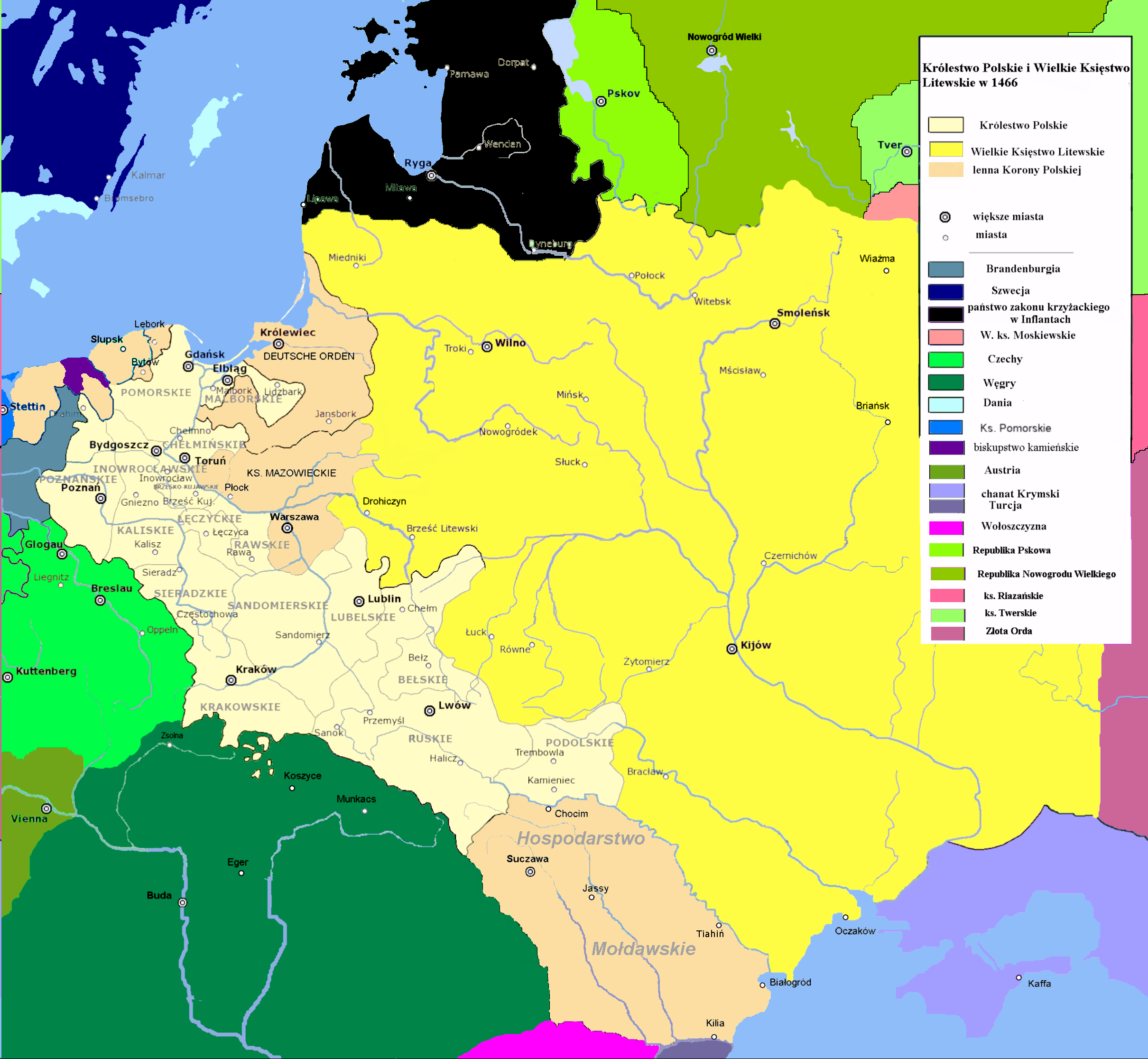
La Polonia e la Lituania intorno al 1466
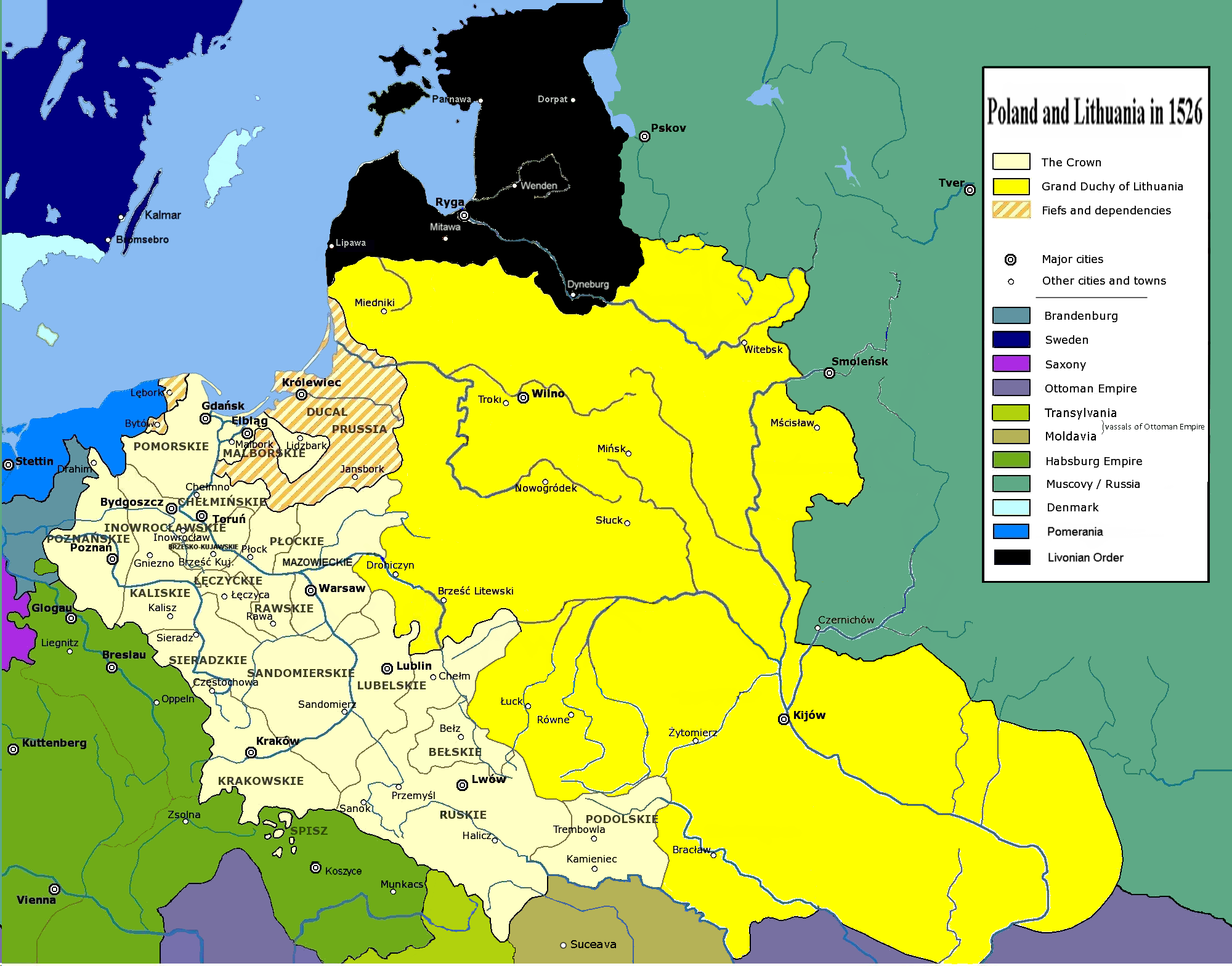
La Polonia e la Lituania intorno al 1526
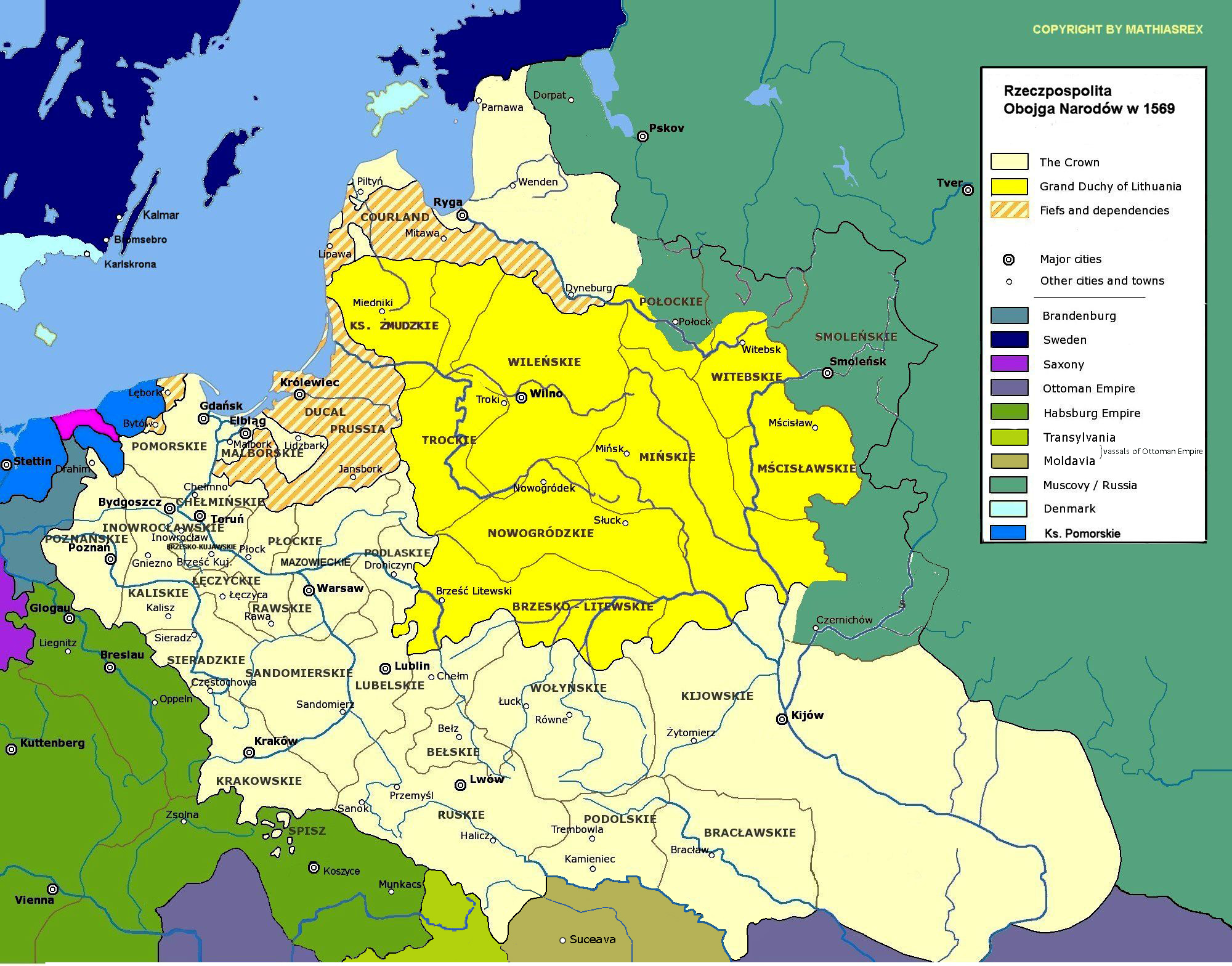
La Confederazione polacco-lituana dopo la sua formazione nel 1569. I territori ucraini andarono ceduti sotto il controllo amministrativo della corona del Regno di Polonia
Mappa della Lituania intorno al 1867–1914, con visibile confine polacco-russo (la Lituania non esisteva a quel tempo)
Confine polacco-lituano tra il 1918 e il 1939

## Rappresentanze diplomatiche
- La Lituania ha un'ambasciata a Varsavia e un consolato a Sejny e Cracovia.
- La Polonia ha un'ambasciata a Vilnius.